# Електронска привреда
Електронска привреда, (такође, позната под именом Нова привреда), је скуп нових привредних активности, (развијених у другој половини 20. вијека), које су настале као резултат развоја нових технологија, (рачунарства, телекомуникација, и нарочито Интернета), и њихове примјене у привредним транскацијама. 
Такође се у литератури назива и енгл. cluster organization, гроздаста организација, енгл. democratic corporation - демократска корпорација, енгл. intelligent enterprise - интелигентно предузеће, енгл. reengineered corporation – реинжењерисана корпорација...
Суштина дигиталне привреде су знање и интернет.

## Одлике дигиталне привреде
Одлике дигиталне привреде су дигитално умрежавање и комуникационе инфраструктуре које пружају глобалну платформу на којој људи и организације узајамно комуницирају. 
Ова платформа обухвата: 
- широку матрицу производа који се могу дигитализовати и који се достављају преко дигиталне инфраструктуре
- потрошачи и фирме који спроводе финансијске трансакције дигитално преко умрежених рачунара и мобилних уређаја
- физичка роба, са уграђеним микропроцесори и могућности умрежавања.

Дигиталну привреду одликује и:
- глобализација
- умрежавање
- мобилност
- интеграција
- електронско пословање
- директно пословање
- дигитални производи и услуге
- нове организационе форме

Неки од ризика до којих доводи развој дигиталне привреде:
- Нестабилност
- Незапосленост
- Раслојавање
- Неморал
- Угрожавање безбедности и приватности
- Криминал

Дигитална привреда ствара економску револуцију, која је, означена великим економским учинком и до сада најдужим периодом непрекидне економске експанзије.

## Дигитални нервни систем
Пословни систем се може посматрати као живо биће, треба да има одлике живог бића: мисли, делује, реагује и мења се.
Људи и рачунари у пословном систему могу се интегрисати специфичним информационим системом предузећа који се назива- дигитални нервни систем. Радници се називају енгл. knowledge workers уколико раде са дигиталним нервним системом јер је предмет њиховог рада знање.